# Gare de Barenton - Cohartille
Ne doit pas être confondu avec Gare de Barenton-Bugny.
La gare de Barenton - Cohartille est une gare ferroviaire française, fermée, de la ligne de La Plaine à Hirson et Anor (frontière), située sur le territoire de la commune de Barenton-sur-Serre, à proximité de Froidmont-Cohartille, dans le département de l'Aisne, en région Hauts-de-France.
C'était une halte voyageurs de la Société nationale des chemins de fer français (SNCF). Désormais fermée au trafic ferroviaire, un service de Taxi TER est proposé comme substitution.

## Situation ferroviaire
Établie à 72 mètres d'altitude, la gare fermée de Barenton - Cohartille est située au point kilométrique (PK) 152,468 de la ligne de La Plaine à Hirson et Anor (frontière), entre les gares ouvertes de Verneuil-sur-Serre et de Dercy - Froidmont.

## Service des voyageurs
Cette gare est fermée au trafic ferroviaire des voyageurs. Un service de substitution, en Taxi TER, est proposé pour rejoindre la gare ouverte la plus proche.